# Chrząstowo, Tỉnh West Pomeranian
Chrząstowo [xʂɔ̃sˈtɔvɔ] (tiếng Đức: Granzow)  là một ngôi làng thuộc khu hành chính của Gmina Kamień Pomorski, thuộc quận Kamień, West Pomeranian Voivodeship, ở phía tây bắc Ba Lan. Nó nằm khoảng 5 kilômét (3 mi) về phía đông bắc của Kamień Pomorski và 67 km (42 mi) phía bắc thủ đô khu vực Szczecin.